# حسین نمازی
حسین نمازی متولد سال ۱۳۲۳ در شیراز است. وی در  پنج کابینه وزیر امور اقتصادی و دارایی ایران بوده‌است. او در دولت‌های محمدعلی رجایی، محمدجواد باهنر، کابینهٔ موقت محمدرضا مهدوی کنی، دولت اول میرحسین موسوی و دولت اول محمد خاتمی وزیر بود. 
ریاست دانشگاه الزهراء، معاونت پژوهشی دانشگاه شهید بهشتی و معاونت اقتصادی مرکز تحقیقات استراتژیک از دیگر سوابق مدیریتی حسین نمازی است.  
حسین نمازی از سال ۱۳۸۷ عضو پیوسته فرهنگستان علوم ایران است و در سال های عضویت در فرهنگستان علاوه بر سمت معاون پژوهشی علوم انسانی و اسلامی، به مدت ۵ سال دبیر فرهنگستان علوم بوده است. وی در حال حاضر رئیس گروه علوم انسانی فرهنگستان علوم است.
حسین نمازی در سال ۱۳۵۳ به اخذ درجه دکتری اقتصاد دانشگاه اینسبروک اتریش نایل شد. زمینه تخصصی او سیستم مالیاتی، نظام‌های اقتصادی مقایسه‌ای و اقتصاد اسلام است. وی استاد تمام دانشکده علوم اقتصادی و سیاسی دانشگاه شهید بهشتی است و در سال ۱۳۷۵ به عنوان استاد نمونه دانشگاه شهید بهشتی برگزیده شده‌است.  
نمازی سال‌های متمادی به تدریس درس نظام‌های اقتصادی مشغول است و کتاب نظام‌های اقتصادی وی در بین دانشجویان اقتصاد از جمله کتاب‌های مرجع محسوب می‌شود. 